# شهرستان گرینلی (آریزونا)

شهرستان گرینلی یکی از شهرستان‌های شرقی اسالت آریزونا در آمریکاست. بر طبق آمارهای سال ۲۰۱۰، جمعیت این شهرستان برابر ۸.۴۳۷ نفر است. مساحت شهرستان نیز ۴.۷۸۷.۴ کیلومتر مربع بوده و در سال ۱۹۰۹ رسماً تأسیس و تشکیل شد.

## پیوند
- وب‌گاه رسمی